# 馮士豪
馮士豪（1573年—1609年），字振甫，號九美，南直隶常州府无锡县人，明朝政治人物。

## 生平
萬曆三十四年（1606年）丙午科应天乡试第五名举人，萬曆三十五年（1607年）登丁未科进士，兵部观政，本年八月授广东保昌县知县，次年調東莞縣，卒與任內。

## 家族
曾祖馮俊。祖父馮蘭。父馮宙。母张氏。慈侍下。兄士𤇍。弟士元、士麒、士奎。